# 전노급함

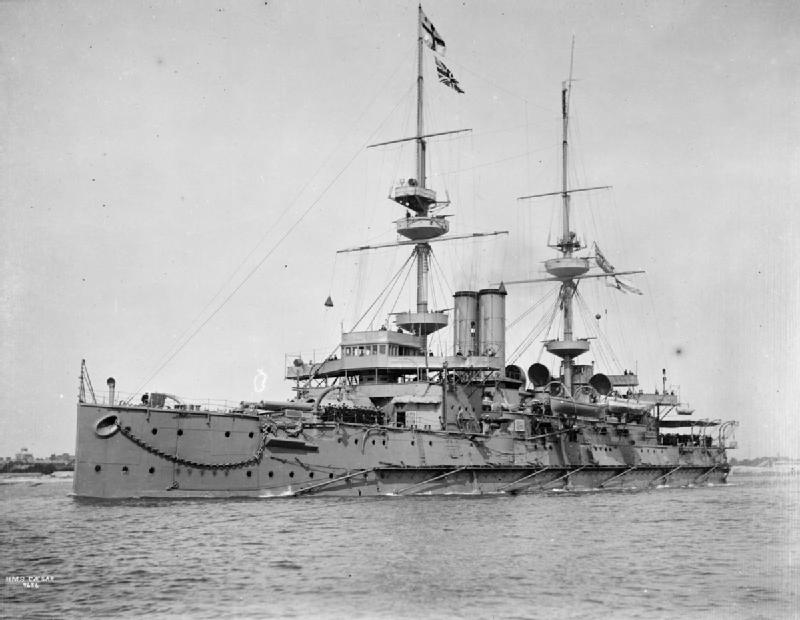
'머제스틱'급의 HMS '시저(Caesar)'호

전노급함 또는 전드레드노트급(前弩級艦, Pre-dreadnought)은 드레드노트급 전함(노급전함)의 전단계로, 1890년대 중반에서 1905년까지 제작된 대양 항해용 전함을 의미한다.
전노급 전함은 1870년대, 1880년대의 철갑함을 대체하였다. 강철을 재료로 하여 장갑을 표면처리하였고, 주요 화력으로 포탑에 장착된 매우 무거운 대포를 더 많은 수의 보조 화력과 함께 탑재하였다. 동력은 석탄을 연료로 하는 3단 팽창기관의 증기엔진을 사용하였다.
1890년대의 각국 해군은 이전의 철갑함에서의 무질서한 형태와는 달리, 공통된 설계로 전함을 설계하기 시작하였는데, 수십 척의 전함이 영국의 '머제스틱'급(Majestic class)의 설계를 따랐다. 1890년대의 유사한 외형의 전함들은 그 건조 대수가 늘어나면서 이 시대의 특징이 되었다. 신흥 해군 세력인 독일, 일본, 미국 등은 전노급 전함의 함대로 그들의 입지를 굳히려 했으며, 영국, 프랑스, 러시아는 이러한 위협에 대처하기 위해 함대를 확장했다. 전노급 전함은 1904년 ~ 1905년 러일 전쟁에서 서로 충돌하게 된다.
이들은 1906년의 HMS 드레드노트호의 갑작스러운 등장으로 일선에서 물러나야 했지만, 제1차 세계대전, 제2차 세계대전에서 중요한 역할을 담당하기도 하였다.

## 발달

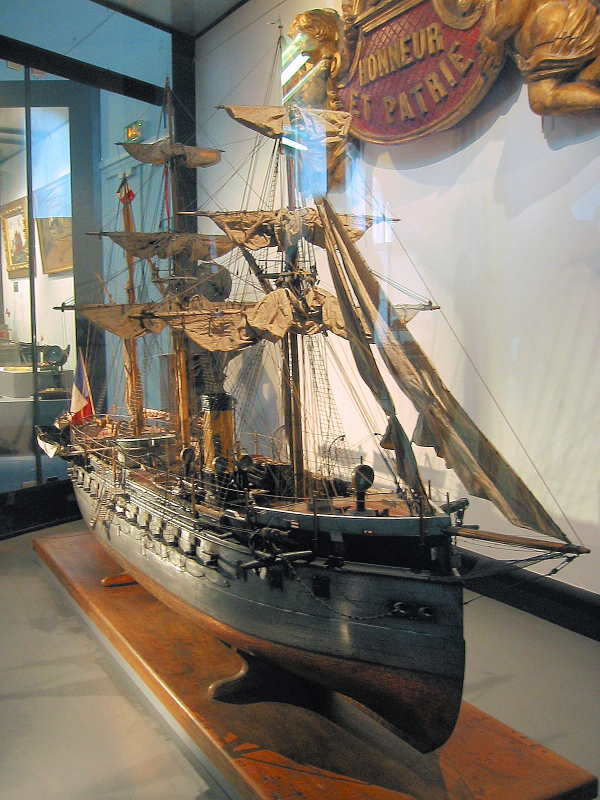
철갑함 '라 글루아르'(La Gloire)의 모형

전노급 전함은 철갑함으로부터 발전되었다. 최초의 철갑함 '라 글루아르'(La Gloire)와 워리어(Warrior)는 1860년대 초에 취역했을 때에는 세 개의 긴 마스트와 배 옆으로 놓인 포대로 함해용 프리깃함처럼 보였다. 10년 후, 영국 해군은 'HMS 데버스테이션(Devastation)'을 건조하였는데, 이 배는 전노급 전함에 근접해 있었다. 마스트는 없었고, 앞뒤로 2연장 포탑에 4문의 무거운 대포를 탑재하고 있었다. 데버스테이션은 모니터함으로, 적 해안과 항구를 공격하기 위해 만들어졌다. 건현(흘수선에서 상갑판까지의 거리)가 매우 작았으므로, 바다에서의 항해에 적합하지 않았고, 전투에도 불리했다. 갑판은 바닷물과 거품으로 덮였고, 대포의 운영에 방해가 되었다. 각국의 해군들은 돛대를 갖춘, 포탑이 없는 전함을 계속하여 제작하였다. 이들은 충분한 건현을 갖고 있었고, 외양에서 싸우기에 적합했다.
해안 공격용 전함과 순항용 전함의 구분은 1880년에 주문된 '애드미랄급 전함'의 등장과 함께 모호해졌다. 이 급의 배들은 철갑 설계의 발전을 반영하여, 단련된 순철이 아닌 철과 강철의 복합 장갑으로 방호되었다. 뒤에서 장전하는 방식의 12인치(305 mm)에서 16.25인치(413 mm) 구경의 대포로 무장된 '아드미랄'급 전함들은 장갑함의 거포화 추세를 유지하였다. 대포는 개방된 포좌에 탑재되어 중량을 줄일 수 있었다.
이후 1889년의 '로열 소버런급' 전함은 포좌를 유지하였으나, 한결같이 13.5인치(343 mm)로 무장하였다. 이들은 또한 배수량 14,000 톤으로 두드러지게 컸으며, 3단 팽창식 증기기관으로 '아드미랄급'보다 빨랐다. 중요한 점은, '로열 소버런급'은 높은 건현을 갖고 있었다는 것이다. 이로부터 이들은 명백히 대양 전함의 역할을 수행할 수 있게 되었다.
전노급 전함의 설계는 '머제스틱급'에서 성숙의 단계에 접어들었는데, 첫 배가 1895년에 진수되었다. 이 함급은 선체와 무장이 모두 강철로 만들어졌고, 함포는 모두 완전 폐쇄된 포좌(포탑)에 설치되었다. 이들은 12인치 주포를 도입하였는데, 주조기술과 발사 화약의 발전으로 이전의 큰 구경의 함포보다 더 가볍고 강력했다. '머제스틱급'은 이후 수 년간 영국과 각국의 해군들의 전함 건조의 모범이 되었다.

## 설계

### 무장

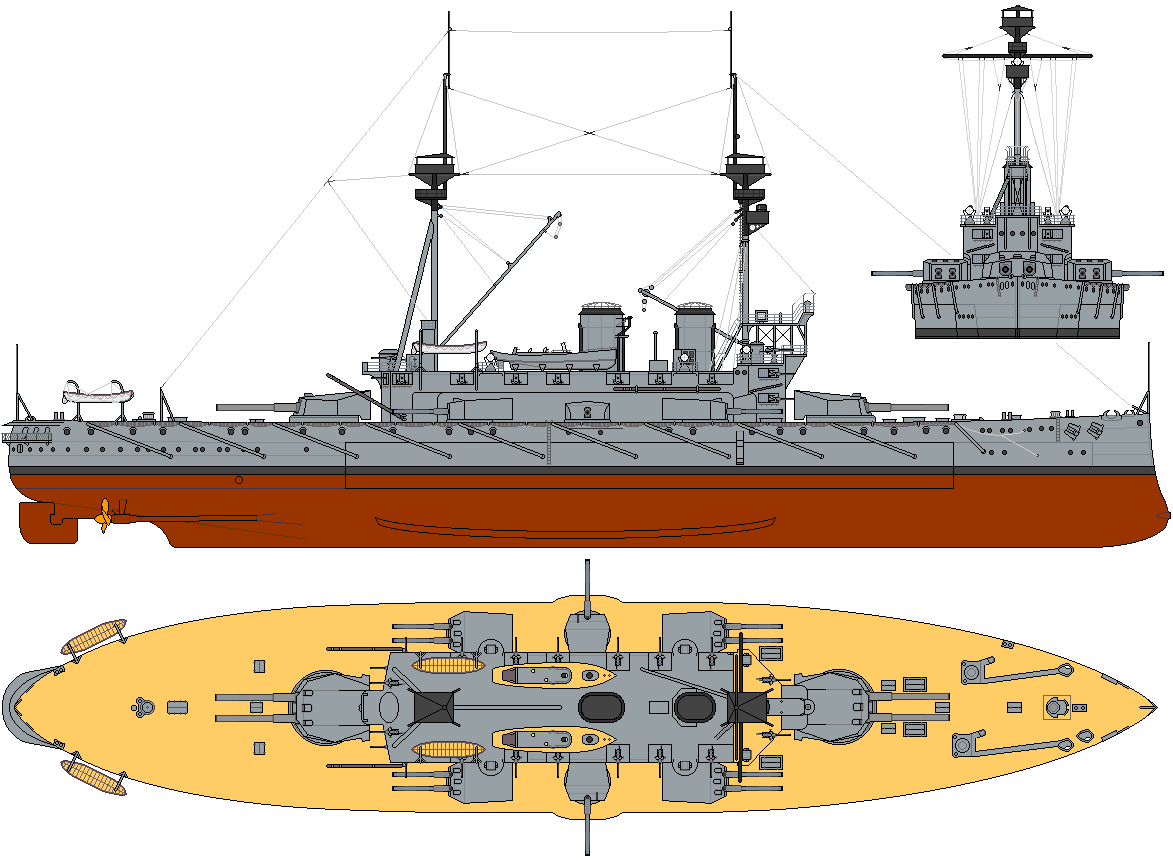
영국 전함 HMS 아가멤논(1908년)

전노급 전함들은 함대함 전투에서의 서로 다른 역할을 위해 구경이 다른 대포들을 싣고 있었다. 주 무장은 전장(앞)과 고물(뒤)의 2기의 포탑에 장착된 4문의 거포였는데, 극소수의 전노급 전함만 이러한 배열을 따르지 않았다. 이러한 함포들은 발사속도가 느렸고, 정확도에도 한계가 있었다. 어쨌든, 이들은 적함의 엔진과 탄약, 주포를 방호하는 두꺼운 장갑을 관통할 수 있는 유일한 대포였다.
주무장으로서 가장 흔한 구경은 12인치였다. '머제스틱' 이후의 영국의 전함들은 이러한 함포를 탑재하였고, 프랑스도 1894년에 진수된 샤를마뉴호 이후에도 이를 따랐다. 일본은 대부분의 함포를 영국으로부터 수입하였는데, 12인치포를 사용하였다. 미국은 1899년의 메인(Maine)급 전에는 12인치와 13인치(330 mm)를 모두 사용하였으며, 그 이후로는 12인치가 주종을 이루었다. 러시아는 12인치 또는 10인치(254 mm)포를 주무장으로 사용하였다. 독일의 첫 전노급 전함은 9.4인치(239 mm)였는데, 1900년 이후로 진수된 브라운슈바이크(Braunschweig)급 이후로는 11인치(279 mm)포를 사용하였다.
주포의 구경은 그대로 유지된 반면, 대포의 성능은 긴 포신이 도입되면서 향상되었다. 서서히 연소하는 니트로셀룰로오스와 코르다이트 발사화약을 도입하여 포신이 길수록 포구속도는 빨라지고, 동일 구경에서의 포탄의 사거리와 관통력이 늘어났다. '머제스틱'급과 '드레드노트' 사이에, 영국의 12인치포의 길이는 늘어났고, 포구속도는 737 m/s에서 830 m/s 로 증가되었다.
전노급 전함은 부무장도 탑재하였다. 이들은 보다 구경이 작은 대포로 구성되어 있었는데, 통상 6인치(152 mm)였고, 4인치(102 mm)에서 9.2인치(234 mm)까지 사용될 수 있었다. 실제로 모든 부무장은 '속사'였고, 여러 신기술을 사용하여 발사 속도를 높였다. 발사화약은 축받이식 탄약통에서 공급되었고, 포미 장치와 포가는 빠르게 조준하고 재장전하기에 적합했다.
부무장의 역할은, 적 전함의 방호가 덜 된 부분에 손상을 입히는 것이었다. 주 장갑대는 관통할 수 없었으나, 함교 같은 장갑이 약한 부분을 맞추거나 화재를 일으킬 수 있었다. 마찬가지로 중요한 역할로서, 부무장은 적 순양함, 구축함, 어뢰정에 대항하여 쓰일 수 있었다. 중간 크기의 구경을 갖는 함포는 작은 배의 얇은 장갑을 관통할 수 있었으며, 작고 기동성이 있는 목표를 맞추기 위해서는 부무장의 발사속도가 중요했다. 부무장 함포는 다양한 방법으로 장착되었다. 경우에 따라서는 포탑에 장착되었고, 선체 측면의 방호된 포대, 또는 상갑판의 장갑이 없는 위치에 고정되기도 했다.
전노급 전함 중에는 8인치(203mm) ~ 10인치포의 전형적인 중형 화력을 탑재한 것도 있었다. 중형 화력은 동일한 전함에 더 많은 화력을 나르기 위한 한가지 방법이었으며, 주로 장거리에서의 전함에 대항한 것이었다. 미국 해군은 인디아나(Indiana), 아이오와(Iowa), 케어세이지(Kearsage)급 전함에 중형 화력의 개념을 시도하였으나, 1897년 ~ 1901년에 진수된 전함에는 적용되지 않았다. 미 해군이 중형 화력을 다시 채택한 직후, 영국, 이탈리아, 러시아, 프랑스, 일본 해군이 중형 화력의 전함을 진수하였다. 이 중형 화력 군함의 후기 시대는 드레드노트의 등장으로 예외 없이 종료되었고, 이들은 완성되기도 전에 구형이 되었다.

### 방어
전노급 전함들은 꽤 무거운 강철 장갑을 갖고 있었다. 경험상, 배 전체를 균일한 장갑으로 보호하는 것보다는, 중요한 부분에 집중하는 것이 최선의 방법이었다.

### 추진

3단팽창엔진

전노급 전함들은 모두 피스톤 기관의 증기 엔진으로 구동되었다. 대부분의 함선은 16 ~ 18 노트(33 km/h)의 속도를 낼 수 있었다. 1880년대의 철갑선은 복잡한 엔진을 갖고 있었으나, 1880년대 말에는 보다 효율적인 3단팽창 엔진이 사용되었다. 함대에 따라서는 4단팽창 증기엔진을 사용하기도 하였다.

## 참고 문헌
- Beeler, John, 《Birth of the Battleship: British Capital Ship Design 1870–1881》, Caxton, London, 2003. ISBN 1-84067-534-9
- Burt, R. A., 《British Battleships 1889-1904》, Annapolis, MD: Naval Institute Press, 1988. ISBN 0-87021-061-0.
- Chesneau, Roger (ed). 《Conway's All the World's Fighting Ships 1922-1946》, London: Conway, 1980. ISBN 0 8517146.
- Gardiner, Robert, Lambert, Andrew, 《Steam, Steel and Shellfire: The Steam Warship, 1815–1905》, Conways, London, 2001, ISBN 0-7858-1413-2
  - Roberts, J., 「The Pre-Dreadnought Age」
  - Campbell, J., 「Naval Armaments and Armour」
  - Griffiths, D., 「Warship Machinery」
- Gardiner, Robert, 《The Eclipse of the Big Gun: The Warship 1906-45》, Conways, London, 1992. ISBN 0-85177-607-8
  - Sumrall, R., 「The Battleship and Battlecruiser」
- Hill, Robert War at Sea in the Ironclad Age. Cassell, London, 2000. ISBN 0-304-35273-X
- Jentschura Jung & Mickel, 《Warships of the Imperial Japanese Navy 1869–1946》, ISBN 0-85368-151-1
- Keegan, J., 《The First World War》, Pimlico, London, 1999. ISBN 0-7216-6645-1 {{isbn}}의 변수 오류: 유효하지 않은 ISBN..
- Kennedy, Paul M., 《The Rise and Fall of British Naval Mastery》, Macmillan, London, 1983. ISBN 0-333-35094-4
- Massie, Robert K., 《Dreadnought: Britain, Germany and the Coming of the Great War》, Pimlico, London, 2004. ISBN 978-1-84413-528-8
- Massie, Robert K., 《Castles of Steel: Britain, Germany and the Winning of the Great War at Sea》, Pimlico, London, 2005. ISBN 1-84413-411-3
- Sondhaus, Lawrence, 《Naval Warfare 1815–1914》, Routledge, London, 2001. ISBN 0-415-21478-5

## 같이 보기
- 철갑함
- 모니터함
- 드레드노트
- 전함
- 러일 전쟁